# Samarytanka (motorówka)
Samarytanka – polska motorówka sanitarna zbudowana w 1931 roku. Pierwsza jednostka pływająca zaprojektowana i zbudowana w Stoczni Gdyńskiej.

## Historia
Motorówka sanitarna „Samarytanka” została zamówiona w 1930 roku przez Urząd Morski w Gdyni, z przeznaczeniem do roli statku sanitarnego do dyspozycji lekarza portowego. Planowano używać jej do przewożenia chorych ze statków stojących na redzie do szpitala kwarantannowego w Babich Dołach. Miała także służyć jako łącznik pomiędzy szpitalem w Babich Dołach i centrum emigracyjnym na Grabówku.
Uroczystość wodowania jednostki odbyła się 17 września 1931 roku, jednak na skutek problemów technicznych, statek został oddany do normalnej eksploatacji dopiero dwa lata później. Z powodu niedopracowanej i niewygodnej konstrukcji, do celów sanitarnych używano jej bardzo niechętnie, a lekarz portowy wolał docierać na statki pilotówkami, chorych przewożono natomiast do szpitala w Babich Dołach karetkami pogotowia będącymi w dyspozycji portu. Po kilku latach lekarz portowy zrezygnował z użycia jednostki i przekazał ją kapitanatowi portu, który używał jej do własnych celów (m.in. do służby pilotowej). We wrześniu 1939 roku była używana do transportu żołnierzy rannych podczas obrony Helu do Gdyni, a 12 września została przejęta przez Niemców.
Podczas II wojny światowej pod nazwą „Stegen” była używana przez Niemców podczas przebudowy portu dla celów wojennych. Pomieszczenie dla chorych przebudowano wtedy na kabinę mieszkalną. W 1944 roku została prawdopodobnie zatopiona przez lotnictwo alianckie podczas nalotu na port w Gdyni. Według innej wersji została odnaleziona na jednym z nabrzeży jako zdewastowany wrak. 
Po wojnie wrak „Samarytanki” nie został odbudowany. Po przeniesieniu wraku na teren warsztatów portowych, został on przekazany Morskiemu Urzędowi Zdrowia, który zlecił opracowanie planów remontu i odbudowy jednostki. Na początku lat 60. wrak został wykupiony od Wydziału Zdrowia Wojewódzkiej Rady Narodowej przez Klub Płetwonurków „Nemo", który planował odbudować go jako bazę dla płetwonurków. W tym celu przeniesiono go na teren Portu Wojennego, lecz po tym sama inicjatywa wygasła.
„Samarytankę” odremontowano dopiero w 1971 roku i ustawiono jako pomnik przed gmachem zarządu Stoczni im. Komuny Paryskiej. Na przełomie 2004 i 2005 roku dokonano kapitalnego remontu jednostki (wyremontowano kadłub i wyposażenie pokładowe, wymieniono instalację elektryczną). 16 czerwca 2005 roku statek powrócił na swoje poprzednie miejsce. Dokonano też wtedy powtórnego chrztu − matką chrzestną została wówczas Małgorzata Ostrowska, sekretarz stanu w Ministerstwie Gospodarki i Pracy.
Po upadku Stoczni Gdynia S.A. prezydent Gdyni Wojciech Szczurek podpisał w styczniu 2012 roku z likwidatorem majątku stoczni umowę o przekazaniu statku Muzeum Emigracji w Gdyni. W nocy 27 października 2021 roku „Samarytanka” została przeniesiona ze swojego miejsca przed budynkiem zarządu Stoczni Gdynia i trafiła do Muzeum Marynarki Wojennej w Gdyni, gdzie została ustawiona obok okrętu ORP Batory.